# Jensen Ackles
Jensen Ross Ackles (sinh 1 tháng 3 năm 1978) là diễn viên người Mỹ. Anh nổi tiếng sau vai diễn Eric Brady trong phim "Days of our Lives" khi anh nhận được một số đề cử tại giải "Daytime Emmy Award", ngoài ra anh còn tham gia một số bộ phim như "Dark Angel" trong vai "Alec McDowell", phim "Smallville" trong vai "Jason Teague" và vai diễn "Dean Winchester" trong phim truyền hình dài tập Supernatural.

## Tiểu sử
Ackles sinh ra tại Dallas, Texas, là con trai của Donna Joan (họ là Shaffer) và Alan Roger Ackles (diễn viên). Ackles có một em trai 3 tuổi, Joshua và cô em gái 7 tuổi, Mackenzie. Anh mang trong mình dòng máu Anh, Ireland và Scotland. Anh dự tính học ngành y khoa thể thao tại đại học Công nghệ Texas và muốn trở thành bác sĩ vật lý trị liệu nhưng đã đến Los Angeles, California để thực hiện giấc mộng điện ảnh của mình.

## Sự nghiệp
Anh bắt đầu tập trung sự nghiệp điện ảnh vào năm 1996, anh xuất hiện với tư cách diễn viên phụ trong một số phim như "Mr. Rhodes", "Sweet Valley High" và "Cybill" trước khi chuyển đến NBC trong phim "Days of our Lives". Anh thắng được giải "Soap Opera Digest Award" và được đề cử đến ba lần trong những năm 1998, 1999 và 2000 trong giải "Daytime Emmy Award" cho vai diễn trong "Days of our Lives".
Ackles tham gia vào đoàn làm phim truyền hình dài tập của hãng CW có tựa đề Supernatural từ năm 2005. Bộ phim vẫn còn tiếp tục đến năm 2020 với phần 15.

## Đời tư
Sau khi hẹn hò với nữ diễn viên kiêm người mẫu và chuyên viên thể dục Danneel Harris được 3 năm, họ đã đính hôn vào tháng 11 năm 2009, họ tổ chức đám cưới tại Dallas, Texas vào 15 tháng 5 năm 2010.. Họ có một con gái tên là Justice Jay "JJ" Ackles, sinh ngày 30 tháng 5 năm 2013. Ackles tự xem mình là một thành viên của Phong trào Cơ Đốc Liên phái.

## Sự nghiệp phim ảnh
| Năm  | Tên                        | Vai diễn                     | Lưu ý              |
| ---- | -------------------------- | ---------------------------- | ------------------ |
| 2001 | Blonde                     | Eddie G                      | Phim truyền hình   |
| 2004 | The Plight of Clowana      | Jensen                       | Phim ngắn          |
| 2005 | Devour                     | Jake Gray                    | Sản xuất thẳng DVD |
| 2007 | Ten Inch Hero              | (Boaz) Priestly              |                    |
| 2009 | My Bloody Valentine 3D     | Tom Hanniger                 |                    |
| 2010 | Batman: Under the Red Hood | Red Hood (Jason Todd)(Voice) | Sản xuất thẳng DVD |

| Năm             | Tên               | Vai diễn                  | Lưu ý |
| --------------- | ----------------- | ------------------------- | --- |
| 1996            | Wishbone          | Michael Duss              | "Viva Wishbone!" |
| 1996            | Sweet Valley High | Brad                      | "All Along in the Water Tower" |
| 1996–1997       | Mr. Rhodes        | Malcolm                   | 7 tập |
| 1997            | Cybill            | David                     | "The Wedding" |
| 1997–2000, 2002 | Days of our Lives | Eric Brady                | Soap Opera Digest Award for Outstanding Male Newcomer Đề cử — Daytime Emmy Award cho Nam diễn viên trẻ xuất sắc nhất (1998) Đề cử — Daytime Emmy Award cho Nam diễn viên trẻ xuất sắc nhất (1999) Đề cử — Daytime Emmy Award cho Nam diễn viên trẻ xuất sắc nhất (2000)                         |
| 2001–2002       | Dark Angel        | Ben/X5-493 và Alec/X5-494 | 22 tập |
| 2002–2003       | Dawson's Creek    | C.J.                      | 12 tập |
| 2003–2004       | Still Life        | Max                       | 6 tập |
| 2004–2005       | Smallville        | Jason Teague              | 22 tập |
| 2005–2020       | Supernatural      | Dean Winchester           | 126 tập, nhân vật chính Italian Serial Awards cho Nam diễn viên trẻ xuất sắc nhất và Supernatural cho Phim mới hay nhất Ewwy Award cho Nam diễn viên xuất sắc nhất cho laọt phim truyền hình (2008, 2010) Đề cử — Teen Choice Awards cho Diễn viên được bình chọn nhiều nhất – Phim truyền hình |